# Jasmin Perković
Jasmin Perković (* 25. Dezember 1980 in Rijeka, SR Kroatien) ist ein kroatischer Basketballspieler. Mit der kroatischen Juniorennationalmannschaft wurde Perković 2001 Junioren-Vizeweltmeister. Mit KK Zadar wurde er 2003 Meister der Adria-Liga, mit HKK Široki Brijeg 2004 bosnischer Double-Gewinner und mit KK Bosna Sarajevo 2006 bosnischer Meister. Mit den EWE Baskets aus Oldenburg wurde er 2009 Deutscher Meister. Seit Januar 2013 spielt Perković bei KK Union Olimpija aus der slowenischen Hauptstadt Ljubljana.

## Karriere
Im Jahr 2000 wechselte Perković von seinem Heimatverein aus Rijeka nach Slowenien, wo er je eine Spielzeit in Kranj und Polzela spielte. In dieser Zeit stand er zusammen mit Zoran Planinić, Krešimir Lončar, Bruno Šundov und dem in Mannheim geborenen Mario Stojić auch im Kader der kroatischen Juniorennationalmannschaft, die bei der U21-Weltmeisterschaft in Japan das Finale erreichte, wo man der US-amerikanischen Auswahl um den späteren NBA All-Star Carlos Boozer nach einer Fünf-Punkte-Halbzeitführung am Ende mit 80:89 unterlag. Perković erreichte seine beste Punktausbeute bei diesem Turnier im Finale, als er in 16 Minuten Einsatzzeit neben fünf Rebounds zehn Punkte erzielte.
Für die Saison 2002/03 kehrte Perković in sein Heimatland zurück und spielte in Zadar, wo er mit dem dortigen Verein überraschend die Meisterschaft der Adriatic Basketball Association gewann, an der die besten Vereine des ehemaligen Jugoslawien teilnehmen. Nach der Hauptrunde belegte man den vierten Platz knapp vor dem nationalen Rivalen und vormaligen kroatischen Serienmeister KK Cibona, den man auch im nationalen Pokalendspiel besiegen konnte. Beim Final-Four-Turnier in Ljubljana schlug man überraschend KK Roter Stern Belgrad mit einem Punkt sowie im Finale den israelischen Serienmeister Maccabi Tel Aviv, der als Gastmannschaft an der Liga teilgenommen hatte. Anschließend spielte Perković zwei Spielzeiten im kroatisch-bosnischen Široki Brijeg, dessen Verein 2004 zum dritten Mal hintereinander das nationale Double aus Meisterschaft und Pokal gewann. Nachdem man 2005 ohne Erfolge geblieben war, wechselte er zum Meister KK Bosna aus Sarajevo, der 2006 seinen Titel verteidigen konnte.
2006 wechselte Perković für eine Spielzeit in die griechische A1 Ethniki zu Athlitiki Enosis Konstantinoupoleos (AEK) aus der Hauptstadt Athen. AEK hatte jedoch seine besten Zeiten bereits hinter sich und verpasste am Saisonende auf dem neunten Platz den Einzug in die Play-offs um die nationale Meisterschaft. Anschließend wechselte Perković 2007 in die deutsche Basketball-Bundesliga zu den EWE Baskets Oldenburg. Nach einer Halbfinalniederlage in den Play-offs 2008 zog man ein Jahr später in die Finalserie um die Meisterschaft ein, in der man knapp in der Maximalanzahl der Spiele in der „Best-of-Five“-Serie gegen die Telekom Baskets Bonn die Oberhand hatte und erstmals für den Verein den Meistertitel errang. Perković selbst war jedoch verletzt und konnte während der Play-offs nicht ins Spielgeschehen eingreifen. Nachdem man im höchsten europäischen Vereinswettbewerb EuroLeague 2009/10 nach nur einem Sieg in zehn Spielen in der Vorrunde ausgeschieden war, verlor man als Hauptrundenerster und Titelverteidiger auch in der ersten Play-off-Runde der BBL-Saison 2009/10, worauf die Oldenburger Mannschaft umgebaut wurde und einige Spieler den Verein verließen.
Perković wechselte daraufhin 2010 in die italienische Lega Basket Serie A zu Vanoli-Braga aus Cremona, die ein Jahr zuvor aufgestiegen waren. In einer Mannschaft mit seinem ehemaligen Oldenburger Mannschaftskameraden Je’Kel Foster und dem ehemaligen Bonner Earl Jerrod Rowland, den man in der deutschen Finalserie 2009 besiegt hatte, verpasste man jedoch die Play-offs um die italienische Meisterschaft. Auch in der darauffolgenden Spielzeit konnte man sich nicht verbessern, so dass Perković’ Vertrag nicht mehr verlängert wurde. Zu Beginn der Spielzeit 2012/13 stand dieser dann zunächst ohne Engagement da, bevor er im November 2012 vom abstiegsgefährdeten deutschen Erstligisten Gießen 46ers verpflichtet wurde. Der auf zwei Monate befristete Vertrag endete im Januar 2013 und wurde nicht verlängert, nachdem der Verein zuvor einen Insolvenzantrag eingereicht hatte. Perković schloss sich anschließend für den Rest der Spielzeit dem slowenischen Vizemeister KK Union Olimpija aus Ljubljana an.